# District de Pudong
Pudong, officiellement nouveau district de Pudong (en chinois 浦东新区, pinyin Pǔdōng Xīn Qū), est un district de la municipalité de Shanghai, dans l'est de la Chine. Il est séparé du centre traditionnel de la ville, Puxi, par le fleuve Huangpu, face au Bund. Pudong signifie d'ailleurs « à l'Est du Pu », car il est situé sur la rive Est du fleuve Huang Pu (黄浦江), pu (浦) signifiant lui-même « bord de la rivière » ou « la plage ».
La surface du district de Pudong est de 1 210,4 km2 pour environ 5 millions d'habitants.

## Histoire
En 1990, le district de Pudong n'est constitué que de cabanes de riziculteurs, de chantiers navals à l'abandon et de hangars en ruine. Après des décennies de négligence, le gouvernement chinois décide d'ouvrir une zone économique spéciale dans le district et dans le Waigaoqiao, favorisant l'essor d'un grand quartier d'affaires, nommé Lujiazui.
On trouve aujourd'hui dans ce quartier en pleine construction des édifices qui sont devenus les symboles de l'essor économique chinois, comme la Perle de l'Orient (1995, 468 mètres), la tour Jin Mao (1996, 420 mètres, 88 étages), le Shanghai World Financial Center (2008, 492 mètres et 101 étages) et la tour Shanghai (2015, 632 mètres, 127 étages), Le centre commercial Super Brand Mall. En juin 2016, le complexe touristique de la Walt Disney Company, le Shanghai Disney Resort, a ouvert ses portes. C'est le second Resort Disney en Chine après l'ouverture du Hong Kong Disneyland Resort en 2005.
Le principal aéroport de Shanghai, Shanghai-Pudong, se situe également dans ce district, sur le littoral à l'Est.
L'artère principale de Pudong est l'Avenue du Siècle (世纪大道, Shìjì dàdào), reliant la Perle de l'Orient (东方明珠, Dōngfāng míngzhū) au Palais des sciences et techniques (科技馆, Kējì guǎn). Le district est jumelé avec la ville de Kuopio, en Finlande.

## Économie
En l'espace de 20 ans, plus de 9 000 sociétés chinoises et étrangères s'établissent dans le quartier aux côtés de grands hôtels internationaux comme le Hyatt Hotels Corporation ou le Novotel. Plus de 1,5 million de Chinois viennent alors s'établir à Pudong, dont la croissance économique annuelle dépasse les 17 % au début des années 2000. Aujourd'hui, le PIB de ce seul district équivaut à celui d'Oman.

## Monuments
L'église Notre-Dame-de-Lourdes de Pudong est construite par les missionnaires jésuites français en 1898.

## Parcs et jardins
- Le Parc du siècle est le plus grand parc de Shanghai.
- Parc Lujiazui, situé au milieu de Lujiazui.
- Parc forestier de Binjiang

## Films
Le district de Pudong sert de décor dans des films d'action :
- Code 46 (2003), film britannique réalisé par Michael Winterbottom ;
- Mission impossible 3 (2006), film américain réalisé par J.J. Abrams ;
- Transformers 2 (2009), film américain réalisé par Michael Bay ;
- Skyfall (2012), film britannique réalisé par Sam Mendes.

## Galerie
- Timelapse de 8 secondes capturant la vue nocturne.

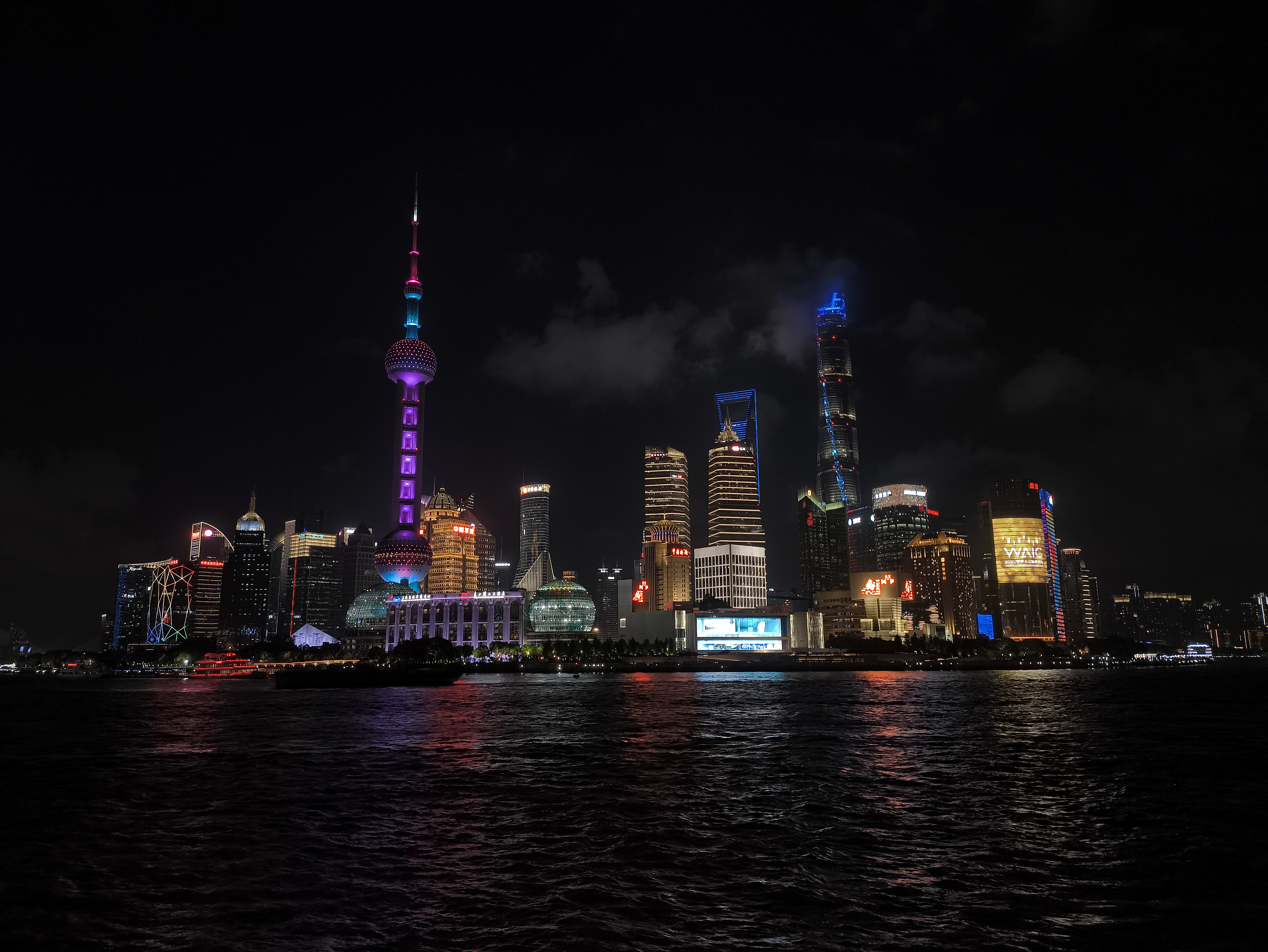
Vue du quartier de Lujiazui depuis la rivière Huangpu.
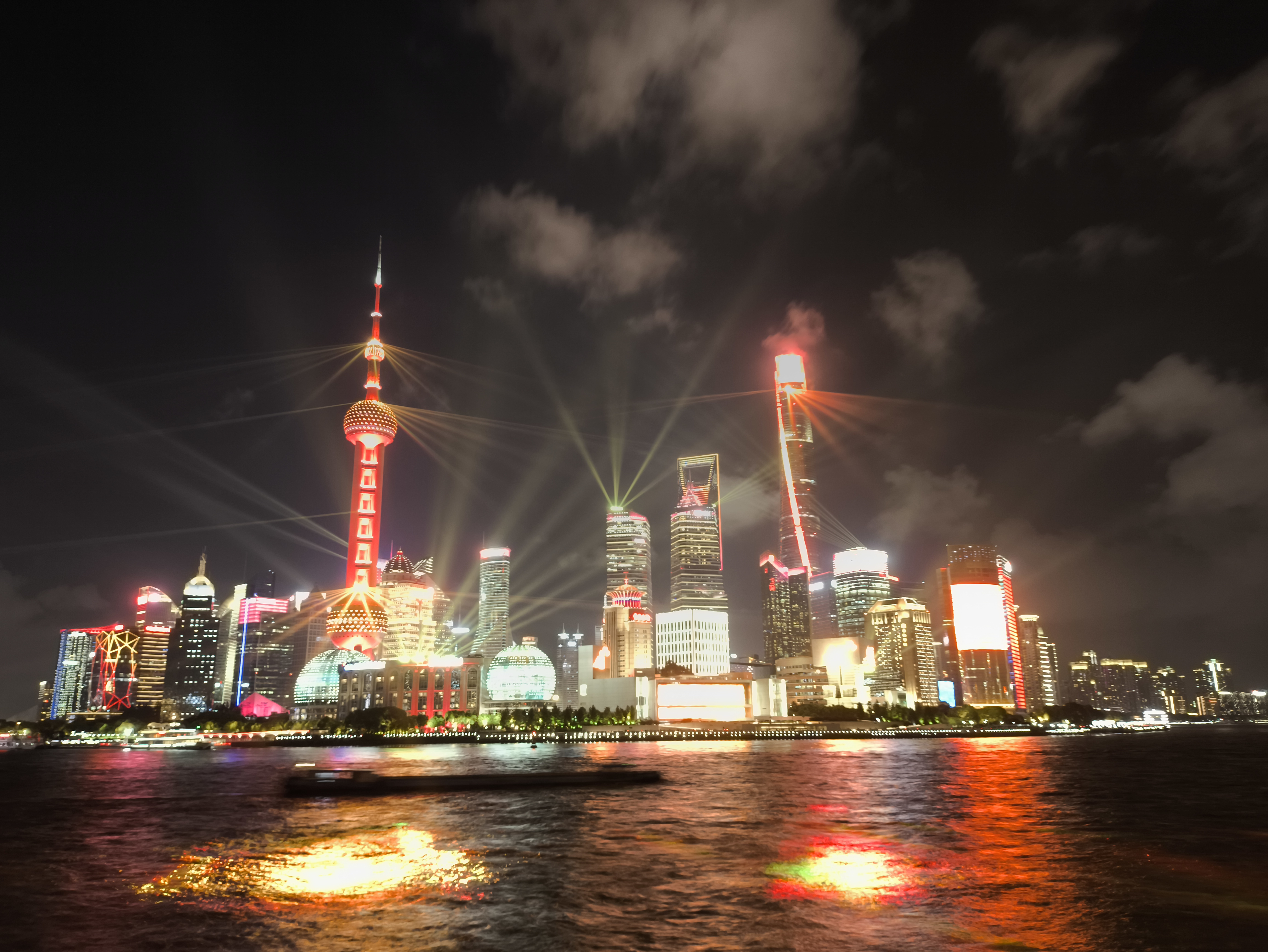
Vue du quartier de Lujiazui depuis la rivière Huangpu.